# Women and Children First
Women and Children First ist das dritte Studioalbum der US-amerikanischen Rockband Van Halen, das am 26. März 1980 bei Warner Bros. Records al LP veröffentlicht wurde.

## Geschichte
Women and Children First ist das erste Van-Halen-Album, das ganz aus selbstgeschriebenen Stücken besteht. Mit dem Album wurde die Band musikalisch und textlich ein wenig ernsthafter, im Gegensatz zu den mehr Party-orientierten Vorgängern. Das Album wurde in nur zweieinhalb Wochen eingespielt. Die meisten Songs wurden im Studio „live“ eingespielt, wenig Overdubs verwendet. Es folgte die Invasion-Tour, die noch erfolgreicher wurde als die Tourneen zu den vorhergehenden Alben. Nicolette Larson übernahm den Hintergrundgesang bei Could This Be Magic?

## Titelliste
Alle Stücke wurden von Anthony, Roth, Van Halen und Van Halen geschrieben.
1. And the Cradle Will Rock... – 3:33
2. Everybody Wants Some!! – 5:08
3. Fools – 5:57
4. Romeo Delight – 4:21
5. Tora! Tora! – 0:56
6. Loss of Control – 2:38
7. Take Your Whiskey Home – 3:11
8. Could This Be Magic? – 3:11
9. In a Simple Rhyme – 4:39

## Rezensionen
Stephen Thomas Erlewine von der Website AllMusic.com lobte das verbesserte Songwriting, das sich etwa in Stücken wie dem „Neo-Boogie“-Song Fools sowie dem „manischen“ Loss of Control niederschlage. Die Wertung des Albums lag bei 4,5 von 5 Sternen.

## Kommerzieller Erfolg

### Chartplatzierungen
Das Album erreichte wie der Vorgänger Platz sechs der Billboard 200. Die einzige Singleauskopplung And the Cradle Will Rock… konnte sich in den Billboard Hot 100 auf Platz 55 platzieren.
| ChartsChartplatzierungen       | Höchstplatzierung | Wochen |
| ------------------------------ | ----------------- | ------ |
| Deutschland (GfK)              | 19 (18 Wo.)       | 18     |
| Vereinigte Staaten (Billboard) | 6 (31 Wo.)        | 31     |
| Vereinigtes Königreich (OCC)   | 15 (7 Wo.)        | 7      |

| ChartsJahrescharts (1980)      | Platzierung |
| ------------------------------ | ----------- |
| Vereinigte Staaten (Billboard) | 51          |

### Auszeichnungen für Musikverkäufe
Women and Children First erreichte mit drei Millionen verkauften Einheiten Dreifachplatin in den Vereinigten Staaten. Weltweit bekam das Album zwei Mal Gold und fünf Mal Platin für über 3,3 Millionen verkaufte Einheiten. Quellen zufolge soll es sich über sechs Millionen Mal verkauft haben.
| Land/Region               | Auszeichnungen für Musikverkäufe (Land/Region, Auszeichnung, Verkäufe) | Verkäufe  |
| ------------------------- | ---------------------------------------------------------------------- | --------- |
| Frankreich (SNEP)         | Gold                                                                   | 100.000   |
| Kanada (MC)               | 2× Platin                                                              | 200.000   |
| Niederlande (NVPI)        | Gold                                                                   | 50.000    |
| Vereinigte Staaten (RIAA) | 3× Platin                                                              | 3.000.000 |
| Insgesamt                 | 2× Gold · 5× Platin ·                                                  | 3.350.000 |

Hauptartikel: Van Halen/Auszeichnungen für Musikverkäufe